# 흥덕고등학교 (충북)
흥덕고등학교(興德高等學校)는 대한민국 충청북도 청주시 흥덕구 복대동에 있는 공립 고등학교이다.

## 학교 연혁
- 2000년 3월 31일 : 고등학교 설립 인가(충청북도교육위원회)
- 2003년 3월 4일 : 제1회 입학식 (11학급 376명)
- 2003년 4월 25일 : 개교기념식(개교기념일)
- 2006년 2월 10일 : 제1회 졸업식(369명)
- 2008년 12월 17일 : 청솔관(다목적교실) 준공
- 2010년 9월 14일 : 청솔학사(기숙사) 준공
- 2024년 2월 8일 : 제19회 졸업식(273명, 연 6,615명/명예졸업 1명)
- 2024년 3월 1일 : 제11대 최동일 교장 부임
- 2024년 3월 4일 : 2024학년도 입학식(301명)

## 참고 자료
- 흥덕고등학교 - 한국교육학술정보원 학교알리미